# François Dautrebande

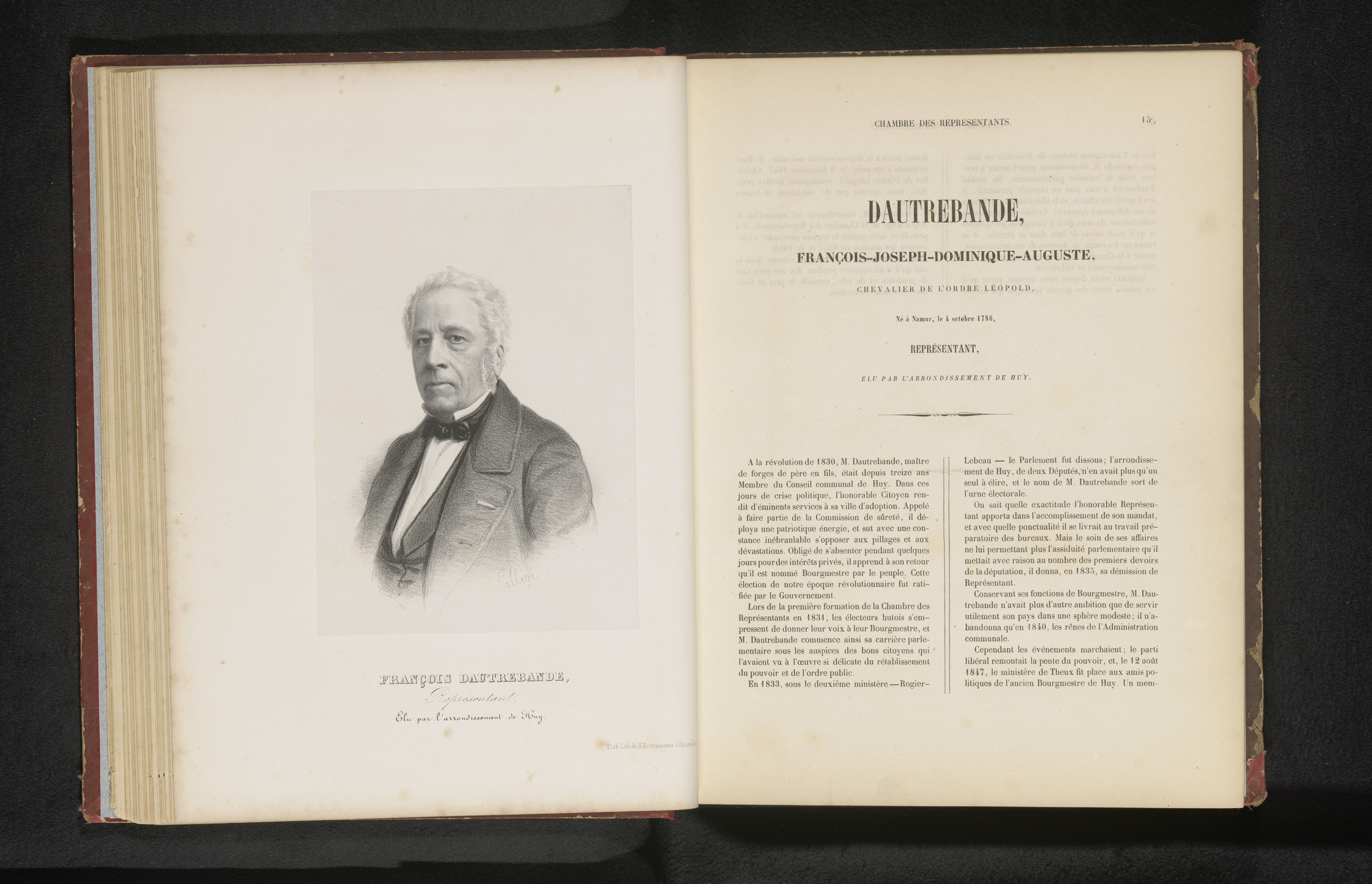
François Dautrebande

François Joseph Dominique Auguste Dautrebande (Namen, 4 oktober 1786 - Hoei, 7 oktober 1862) was een Belgisch volksvertegenwoordiger en burgemeester.

## Biografie
François Dautrebande was de zoon van advocaat François Dautrebande, burgemeester van Hoei, en Anne Lamquet. Hij trouwde in 1809 in Argenteau met Marie de Sarolea de Cheratte (1786-1858). Ze waren de schoonouders van Théophile Carlier en Jules-Joseph Godefroid en de grootouders van Adhémar Motte.
Hij was bestuurder-eigenaar van de Forges et Hauts-Fourneaux de Huy en de Fabrique de Fer de Huy.
Hij was gemeenteraadslid (1817-1824 en opnieuw vanaf 1829) en burgemeester (1830-1840) van Hoei.
In 1831 werd hij verkozen tot liberaal volksvertegenwoordiger voor het arrondissement Hoei en oefende dit mandaat uit tot in 1835, en opnieuw van 1847 tot 1862. Hij werd toen opgevolgd door zijn schoonzoon Carlier.